# Nuppvarden
Nuppvarden är en så kallad vard belägen i norra Dalarna, Älvdalens kommun och gränsande till Härjedalen. Nuppvarden når cirka 795 meter över havet och är utsatt på Terrängkartan Särna 15D NO.